# Promozione Calabria 1956-1957
La Promozione fu il massimo campionato regionale di calcio disputato in Calabria nella stagione 1956-1957.
A ciascun girone, che garantiva al suo vincitore la promozione a condizione di soddisfare le condizioni economiche richieste dai regolamenti, partecipavano sedici squadre, ed era prevista la retrocessione solo della peggiore piazzata, a causa del programmato allargamento della sovrastante IV Serie.

## Squadre partecipanti
| Club                                              | Città (provincia)        | Stagione precedente |
| ------------------------------------------------- | ------------------------ | ------------------- |
| A.S. Acri                                         | Acri (CS)                |                     |
| A.S. Amantea                                      | Amantea (CS)             |                     |
| A.S. Belvedere                                    | Belvedere Marittimo (CS) |                     |
| U.S. Castrovillari                                | Castrovillari (CS)       |                     |
| S.S. Folgore Adamantina                           | Diamante (CS)            |                     |
| S.S. Eugenio Sicilia Sez. Calcio "Emilio Morrone" | Cosenza                  |                     |
| Fiamma                                            | Cosenza                  |                     |
| U.S. Gioiese                                      | Gioia Tauro (RC)         |                     |
| U.S. Juventina                                    | Locri (RC)               |                     |
| A.C. Morrone                                      | Cosenza                  |                     |
| U.S. Palmese                                      | Palmi (RC)               |                     |
| U.S. Paolana                                      | Paola (CS)               |                     |
| Pol. Pizzo                                        | Pizzo (CZ)               |                     |
| F.C. Rogliano                                     | Rogliano (CS)            |                     |
| U.S. Soverato                                     | Soverato (CZ)            |                     |
| U.S. Vibonese                                     | Vibo Valentia (CZ)       |                     |

## Classifica finale
|  | Pos. | Squadra            | Pt  | G   | V   | N  | P   | GF  | GS  | DR  |
|  | ---- | ------------------ | --- | --- | --- | -- | --- | --- | --- | --- |
|  | 1.   | Castrovillari      | 46  | 30  | 20  | 6  | 4   | 76  | 28  | +48 |
|  | 2.   | Palmese            | 46  | 30  | 20  | 6  | 4   | 66  | 22  | +44 |
|  | 3.   | Juventina          | 37  | 30  | 16  | 5  | 9   | 67  | 44  | +23 |
|  | 4.   | Soverato           | 36  | 30  | 17  | 2  | 11  | 67  | 47  | +20 |
|  | 5.   | Vibonese           | 33  | 30  | 15  | 3  | 12  | 63  | 58  | +5  |
|  | 5.   | Eugenio Sicilia    | 33  | 30  | 14  | 5  | 11  | 41  | 41  | 0   |
|  | 7.   | Amantea            | 32  | 30  | 13  | 6  | 11  | 56  | 45  | +11 |
|  | 7.   | Pizzo              | 32  | 30  | 12  | 8  | 10  | 61  | 52  | +9  |
|  | 9.   | Belvedere          | 31  | 30  | 13  | 5  | 12  | 40  | 43  | -3  |
|  | 10.  | Gioiese            | 30  | 30  | 13  | 4  | 13  | 55  | 41  | +14 |
|  | 11.  | Acri               | 28  | 30  | 11  | 6  | 13  | 44  | 55  | -11 |
|  | 12.  | Morrone            | 27  | 30  | 11  | 5  | 14  | 48  | 55  | -7  |
|  | 13.  | Rogliano           | 26  | 30  | 12  | 2  | 16  | 50  | 53  | -3  |
|  | 14.  | Folgore Adamantina | 22  | 30  | 10  | 2  | 18  | 37  | 63  | -26 |
|  | 15.  | Paolana            | 13  | 30  | 4   | 5  | 21  | 21  | 61  | -40 |
|  | 16.  | Fiamma (-1)        | 7   | 30  | 3   | 2  | 25  | 20  | 104 | -84 |
|  |      |                    | 479 | 480 | 204 | 72 | 204 | 812 | 812 | 0   |

Legenda:
      Promosso in Interregionale Seconda Categoria 1957-1958.
      Retrocesso in Prima Divisione.
  Retrocesso e in seguito riammesso.
Regolamento:
Due punti a vittoria, uno a pareggio, zero a sconfitta.
Pari merito in caso di pari punti.
Note:
Mancano alcuni incontri di recupero non documentati.
Fiamma Cosenza ha scontato 1 punto di penalizzazione in classifica per una rinuncia.

### Spareggio per il 1º posto e per la promozione
|               | Risultati |         | Luogo e data              |
| ------------- | --------- | ------- | ------------------------- |
| Castrovillari | 2 - 1     | Palmese | Catanzaro, 30 giugno 1957 |
|               |           |         |                           |